# Татосян, Александр Георгиевич
Алекса́ндр Гео́ргиевич Татося́н (30 января 1952, Тбилиси — 5 июня 2004, Москва) — молекулярный биолог, онколог, доктор биологических наук, профессор.

## Биография
Александр Георгиевич Татосян родился в семье филологов Георгия Александровича Татосяна и Эсмеральды Гарегиновны Налбандян. А. Г. Татосян рос и учился в Ереване (Армения), где его родители преподавали в Ереванском государственном университете на факультете русского языка и литературы.
В 1969 году А. Г. Татосян окончил школу и поступил в Ереванский государственный университет на биологический факультет. На третьем курсе уехал на практику в Москву и работал в группе, возглавляемой Ф. Л. Киселевым в Институте вирусологии им. Д. И. Ивановского АМН СССР.
В 1974 году успешно окончил Ереванский университет и до 1978 года работал в Институте экспериментальной медицины Еревана.
В 1978 году Александр вернулся в Москву и стал сотрудником вновь созданной лаборатории молекулярной биологии вирусов под руководством Ф. Л. Киселева в РОНЦ им. Н. Н. Блохина РАМН.
В 1978 году женится на Ирине Львовне Власенко, дочери народного артиста СССР, профессора Московской консерватории, Л. Н. Власенко.
В 1986 году А. Г. Татосян защитил докторскую диссертацию на тему: «Онкогены ретровирусов в нормальных и трансформированных клетках».
В 1991 году А. Г. возглавил Лабораторию регуляции клеточных и вирусных онкогенов НИИ Канцерогенеза, которой руководил до конца жизни.
В 2001 году ему присвоено звание профессора.

## Научная деятельность
Под руководством А. Г. Татосяна было выполнено и защищено 11 кандидатских диссертаций.
Отличительной чертой работ А. Г. Татосяна являлось активное применение новейших методов и широкое сотрудничество с коллегами из лабораторий и клиник России и зарубежных стран. Успешно проводились совместные исследование со специалистами из Франции, Чехии, США, Германии, Израиля и др.
А. Г. Татосян — соавтор нескольких обзоров и глав в книгах, двух монографий и более 80 научных статей, опубликованных в ведущих отечественных и международных научных изданиях, таких как Nature, Int. J. Cancer, Mol. Carcinogenesis, Mol. Gen. Genet., Virology, FEBS Letters, Brit. J. Cancer, J. of Biol. Chem, Oncogene, ДАН, Биохимия, Молекулярная биология, Генетика и многих других. Он неоднократно выступал с докладами на международных научных съездах и симпозиумах, являлся членом редколлегии журнала Archive of Oncology (Югославия).
Татосян получил диплом и стипендию Фонда Ротшильда в области экспериментальной онкологии, которые ему присудил Институт Кюри (Франция, 1992—1993), и Государственную научную стипендию в 1997—1999 и 2002—2004 годах. Руководил шестнадцатью научными проектами, финансировавшимися различными отечественными и международными фондами, в частности, РФФИ, INSERM (Франция), Геном человека, INTAS, проектами Фонда Сороса и др.